# Isabel de Médici

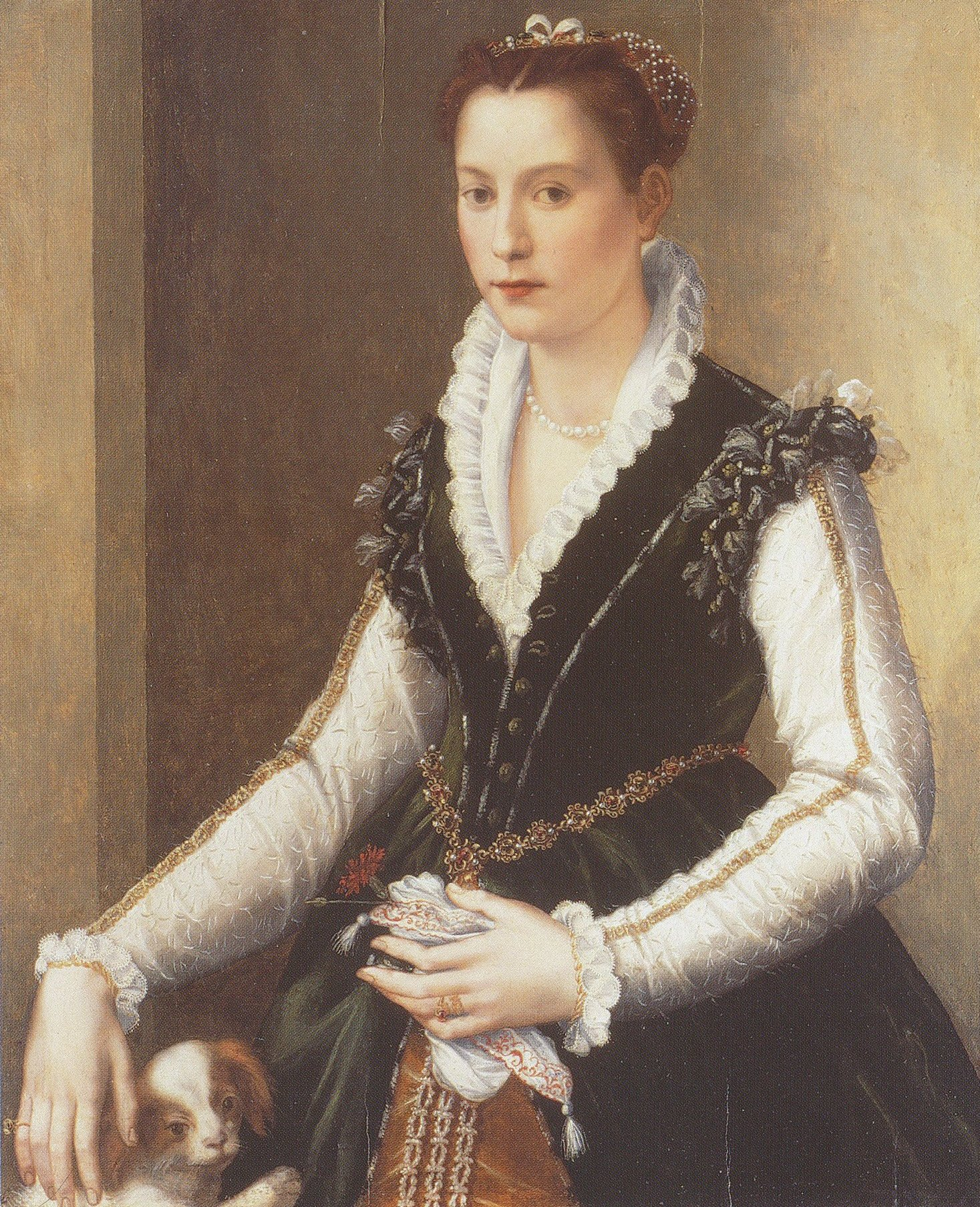
Retrato de Isabel de Médici por Alessandro Allori, Galería Uffizi, Florencia.

Isabel Romola de Médici, (Florencia, 31 de agosto de 1542 - Cerreto Guidi, 16 de julio de 1576), hija del Gran Duque de Florencia Cosme I de Médici y su esposa Leonor Álvarez de Toledo.

## Biografía
Su nacimiento fue recibido con júbilo por su familia, como la tercera de la pareja de los Duques de Florencia. 
Creció en el Palazzo Vecchio y el Palacio Pitti que estaba sufriendo las ampliaciones a las que fue sometido por Cosme y donde se trasladó la familia definitivamente una vez terminado.
En 1553, cuando tenía sólo siete años, sus padres la comprometieron con Paolo Giordano Orsini, Duque de Bracciano y perteneciente a la familia Orsini. Al cumplir los dieciséis años se realizaron las nupcias.
Tenía un carácter desenvuelto y resuelto, y estaba casada con un hombre que los historiadores no dudan en calificar como cínico, impulsivo y violento. Muchas veces él se ausentaba debido a sus negocios e Isabel se hizo amante del primo de su esposo Troilo Orsini.

## Muerte

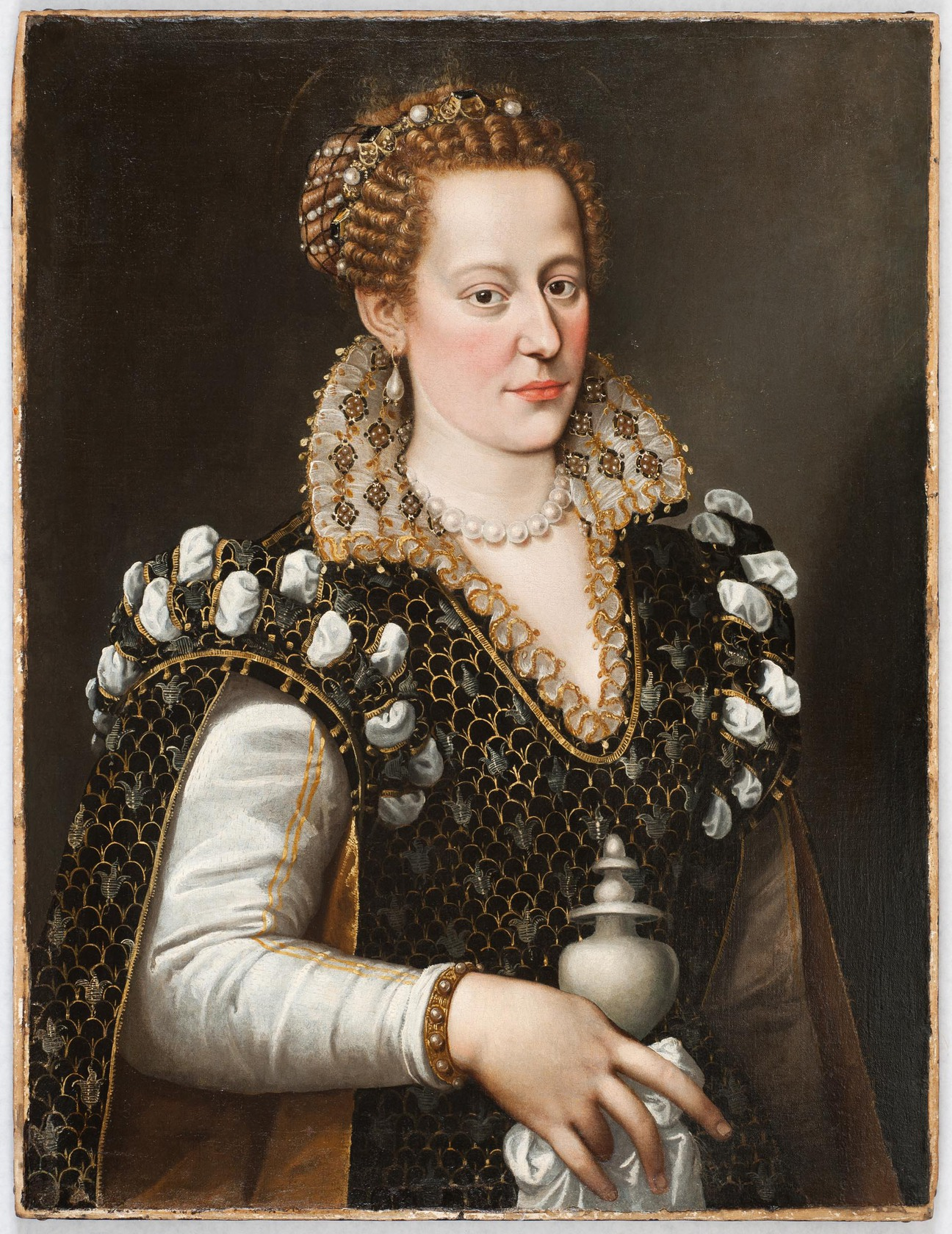
retrato del siglo 16

Al morir Cosme, ya convertido en el I Gran Duque de Toscana, Isabel perdió la protección paterna, y también el apoyo del nuevo Gran Duque, su hermano Francisco I de Médici. 
Su marido entonces decidió vengarse personalmente de la deshonra a la que se vio sometido y llevó a cabo el asesinato de Isabel lejos de los ojos indiscretos en la villa que tenían en Cerreto Guidi. Pocos días antes se había consumado también el asesinato de Leonor Álvarez de Toledo por parte de su esposo Pedro de Médici, hermano de Isabel.

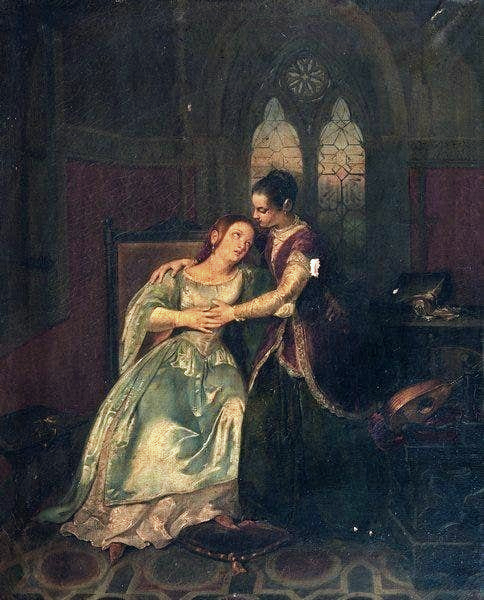
Isabela de Médici por Vincenzo Petrocelli

La crónica popular describe la vendetta como asfixia directa a manos de Paolo, otras fuentes dicen que fue ahogada en el agua mientras se lavaba los cabellos. Paolo, alegó en su defensa, que le dio tiempo suficiente para pedir perdón por sus pecados.
El beneplácito, e incluso, la complicidad de Francisco I con los asesinatos de su hermana y cuñada, dio pie para muchas habladurías que eran apoyadas por los opositores de la familia Médici. 
Troilo, que durante una pelea se encontró implicado en el asesinato de un agente del servicio secreto del Gran Duque, fue acusado de planear el asesinato de Francisco I y tuvo que huir a París, donde fue encontrado por un sicario de Francisco y asesinado en 1577.  El asesino recibió 300 escudos por el trabajo.
Paolo Giordano Orsini no volvió a casarse y se mantuvo al margen de los conflictos de los Médici, su actuar en contra de su esposa se vio en la época como un hecho justo y una forma honesta de limpiar su honor, siendo inspiración para muchos escritores y poetas de épocas más tardías.

## Descendencia
Paolo Giordano e Isabel tuvieron tres hijos:
- Leonor (? - 1634), casada con Alejandro Sforza, Duque de Segni;
- Isabel (1571 - 1572);
- Virginio Orsini (1572 - 1615).

## Ascendencia
| Isabel de Médici | Padre: Cosme I de Médici        | Abuelo paterno: Juan de Médici                   | Bisabuelo paterno: Giovanni de Médici         |
| Isabel de Médici | Padre: Cosme I de Médici        | Abuelo paterno: Juan de Médici                   | Bisabuela paterna: Caterina Sforza            |
| Isabel de Médici | Padre: Cosme I de Médici        | Abuela paterna: María Salviati                   | Bisabuelo paterno: Jacobo Salviati            |
| Isabel de Médici | Padre: Cosme I de Médici        | Abuela paterna: María Salviati                   | Bisabuela paterna: Lucrecia de Médici         |
| Isabel de Médici | Madre: Leonor Álvarez de Toledo | Abuelo materno: Pedro Álvarez de Toledo y Zúñiga | Bisabuelo materno: Fadrique Álvarez de Toledo |
| Isabel de Médici | Madre: Leonor Álvarez de Toledo | Abuelo materno: Pedro Álvarez de Toledo y Zúñiga | Bisabuela materna: Isabel de Zúñiga           |
| Isabel de Médici | Madre: Leonor Álvarez de Toledo | Abuela materna: María Osorio Pimentel            | Bisabuelo materno: Luis Pimentel              |
| Isabel de Médici | Madre: Leonor Álvarez de Toledo | Abuela materna: María Osorio Pimentel            | Bisabuela materna: Juana Osorio               |